# 381st Training Group
Il 381st Training Group è uno gruppo da addestramento tecnico dell'Air Education and Training Command, inquadrato nella Second Air Force. Il suo quartier generale è situato presso la Vandenberg Space Force Base, in California.

## Missione
Il gruppo addestra operatori spaziali, operatori nucleari e personale addetto alla manutenzione missilistica.

## Organizzazione
Attualmente, al settembre 2017, lo gruppo controlla:
- 381st Training Support Squadron
- 532nd Training Squadron
- 533rd Training Squadron